# Paratrimma nigrimenta
Paratrimma nigrimenta és una espècie de peix de la família dels gòbids i de l'ordre dels perciformes.

## Hàbitat
És un peix marí, de clima subtropical i demersal que viu entre 24-29 m de fondària.

## Distribució geogràfica
Es troba a l'Arxipèlag Juan Fernández (Xile).

## Observacions
És inofensiu per als humans.